# Sakurada Reset
Sakurada Reset (サクラダリセット Sakurada Risetto?), también conocida como Sagrada Reset, es una serie de novelas ligeras escritas por Yutaka Kōno e ilustradas por You Shiina. La serie fue publicada en Kadokawa Shōten entre 2009 y 2012. Una adaptación a manga fue publicada en Monthly Shōnen Ace entre 2010 y 2011. Una adaptación a serie de anime de 24 episodios producida por David Production se estrenó el 5 de abril de 2017. También tendrá una película de acción real de dos partes, las cuales se estrenarán el 25 de marzo y el 13 de mayo de 2017.

## Sinopsis
La historia se desarrolla en Sakurada, una ciudad donde todos sus habitantes poseen habilidades especiales. El protagonista de la historia es Kei Asai, un muchacho con memoria eidética. Kei posteriormente conoce a Misora Haruki, una joven callada y retraída que puede "reiniciar" el mundo hasta tres días en el pasado. Gracias a su habilidad, Kei puede recordar el tiempo que Misora ha reajustado, y por lo tanto, Sumire Sōma sugiere que Kei se convierta en el compañero de Misora para así ayudarla a usar sus habilidades, convirtiéndose en parte del Club de Servicio, un club que cumple con las tareas que les son asignadas. El Club de Servicio se involucra entonces con la Oficina de Administración, una organización que supervisa todas las habilidades especiales en Sakurada y organiza eventos en la ciudad de acuerdo con sus directivas, utilizando la "Bruja" a su disposición. Aunque es desconocido para el Club de Servicio, su implicación con la Oficina los coloca en una cadena de eventos mucho más grande que sólo la Bruja conoce.

## Personajes
Kei Asai (浅井 ケイ Asai Kei?)
Seiyū: Kaito Ishikawa, Shūhei Nomura (acción real)
Misora Haruki (春埼 美空 Haruki Misora?)
Seiyū: Kana Hanazawa, Yuina Kuroshima (acción real)
Sumire Sōma (相麻 菫 Sōma Sumire?)
Seiyū: Aoi Yūki, Yuna Taira (acción real)
Tomoki Nakano (中野 智樹 Nakano Tomoki?)
Seiyū: Takuya Eguchi, Kentarō (acción real)
Yōka Murase (村瀬 陽香 Murase Yōka?)
Seiyū: Yui Makino, Tina Tamashiro (acción real)
Eri Oka (岡 絵里 Oka Eri?)
Seiyū: Yūka Aisaka, Yuri Tsunematsu (acción real)
Seika Nono (野ノ尾 盛夏 Nono Seika?)
Seiyū: Sachika Misawa
Masamune Urachi (浦地 正宗 Urachi Masamune?)
Seiyū: Takahiro Sakurai
Sasane Okawa (大川 ササン Okawa Sasane?)
Yōsuke Sakagami (坂上 央介 Sakagami Yōsuke?)
Seiyū: Yūichi Iguchi
Mirai Minami (皆実 未来 Minami Mirai?)
Seiyū: Yuki Yamada
Shintarō Tsushima (津島 信太郎 Tsushima Shintarō?)
Seiyū: Yōji Ueda
Kagaya (加賀屋 Kagaya?)
Seiyū: Shigeo Kiyama
Sakuin (索引 Sakuin?)
Hiroyuki Sasano (佐々野 宏幸 Sasano Hiroyuki?)
Seiyū: Hiroshi Naka
Yoko Asai (浅井 よこ Asai Yoko?)
Bruja (魔女 Majō?)
Seiyū: Sayaka Ohara
Sawako Sera (世良 佐和子 Sera Sawako?)
Seiyū: Rikako Aida

## Medios de comunicación

### Novela ligera
Yutaka Kōno publicó las novelas, con ilustraciones de You Shiina, en la revista The Sneaker de Kadokawa Shoten. El primer volumen fue publicado en la imprenta Sneaker Bunko de Kadokawa en 2009. La serie se publicó hasta 2012, en dicho tiempo fueron publicados siete volúmenes. Kōno también escribió 6 historias cortas para la serie, 4 las cuales fueron publicadas en la cuarta novela, mientras las otras dos fueron publicadas en el sitio web The Sneaker de Kadokawa. Una reimpresión de las novelas fueron anunciadas al mismo tiempo que el anime y las películas de acción real. El primer volumen reimpreso fue publicado en septiembre de 2016, y los siguientes serán reimpresos en un calendario mensual. Una nueva adaptación de novelas acompañará el anime y las películas.

#### Lista de volúmenes
| Núm. | Título                             | Fecha de publicación    | ISBN                   |
| ---- | ---------------------------------- | ----------------------- | ---------------------- |
| 1    | CAT, GHOST and REVOLUTION SUNDAY   | 1 de junio de 2009      | ISBN 978-4-04-474301-7 |
| 2    | WITCH, PICTURE and RED EYE GIRL    | 1 de marzo de 2010      | ISBN 978-4-04-474302-4 |
| 3    | MEMORY in CHILDREN                 | 1 de septiembre de 2010 | ISBN 978-4-04-474303-1 |
| 4    | GOODBYE is not EASY WORD to SAY    | 1 de diciembre de 2010  | ISBN 978-4-04-474304-8 |
| 5    | ONE HAND EDEN                      | 1 de mayo de 2011       | ISBN 978-4-04-474305-5 |
| 6    | BOY, GIRL and --                   | 1 de diciembre de 2011  | ISBN 978-4-04-474306-2 |
| 7    | BOY, GIRL and the STORY of SAGRADA | 1 de abril de 2012      | ISBN 978-4-04-100209-4 |

##### Reimpresión
| Núm. | Título                           | Fecha de publicación     | ISBN                   |
| ---- | -------------------------------- | ------------------------ | ---------------------- |
| 1    | 猫と幽霊と日曜日の革命           | 22 de septiembre de 2016 | ISBN 978-4-04-104188-8 |
| 2    | 魔女と思い出と赤い目をした女の子 | 25 de octubre de 2016    | ISBN 978-4-04-104189-5 |
| 3    | 機械仕掛けの選択                 | 25 de noviembre de 2016  | ISBN 978-4-04-104206-9 |
| 4    | さよならがまだ喉につかえていた   | 25 de diciembre de 2016  | ISBN 978-4-04-104208-3 |
| 5    | 片手の楽園                       | 25 de enero de 2017      | ISBN 978-4-04-104209-0 |
| 6    | 少年と少女と、                   | 25 de febrero de 2017    | ISBN 978-4-04-104210-6 |
| 7    | 少年と少女と正しさを巡る物語     | 25 de marzo de 2017      | ISBN 978-4-04-104211-3 |

### Manga
Masahiko Yoshihara comenzó a serializar el manga en la edición de febrero de 2011 de la revista de manga shōnen Monthly Shōnen Ace de Kadokawa en diciembre de 2010. La serie fue compilada en 2 volúmenes tankōbon, ambos publicados el 26 de noviembre de 2011. Un segundo manga está programado para acompañar el anime y la película.

#### Volúmenes
| Núm. | Título                               | Fecha de publicación    | ISBN                   |
| ---- | ------------------------------------ | ----------------------- | ---------------------- |
| 1    | (1) CAT, GHOST and REVOLUTION SUNDAY | 26 de noviembre de 2011 | ISBN 978-4-04-120011-7 |
| 2    | (2) CAT, GHOST and REVOLUTION SUNDAY | 26 de noviembre de 2011 | ISBN 978-4-04-120012-4 |

### Película de acción real
Un par de películas de acción real fueron anunciadas en septiembre de 2016. Las películas son dirigida por Yoshihiro Fukagawa y producidas por Kei Haruna. La filmación comenzó el 17 de septiembre de 2016, y duró dos meses. Las películas estarán en aproximadamente 200 teatros. La primera película se estrenó el 25 de marzo de 2017, mientras que la segunda se estrenó el 13 de mayo de 2017.

### Anime
Una adaptación a anime de 24 episodios se estrenó el 5 de abril de 2017. La serie es producida por David Production y dirigida por Shin'ya Kawatsura, con libretos escritos por Katsuhiko Takayama y con el diseño de los personajes de Tomoyuki Shitaya. El opening es "Reset" interpretado por Yui Makino y el ending es "Tonariau" (トナリアウ) interpretado por The Oral Cigarettes. El segundo tema de apertura se titula  "Dakara Boku wa Boku o Tebanasu" (だから僕は僕を手放す) interpretado por Weaver y el segundo tema de cierre se titula "Colors of Happiness" y es interpretado por Yui Makino.

#### Lista de episodios
| Núm. | Título | Fecha de emisión         |
| ---- | --- | ------------------------ |
| 1    | "MEMORY in CHILDREN 1/3"                                                                                       | 5 de abril de 2017       |
| 2    | "MEMORY in CHILDREN 2/3"                                                                                       | 12 de abril de 2017      |
| 3    | "CAT, GHOST and REVOLUTION SUNDAY 1/2"                                                                         | 19 de abril de 2017      |
| 4    | "CAT, GHOST and REVOLUTION SUNDAY 2/2"                                                                         | 26 de abril de 2017      |
| 5    | "Mundo de mármol y resistencia de dulces" "Bīdama Sekai to Kyandī Rejisuto" (ビー玉世界とキャンディーレジスト) | 3 de mayo de 2017        |
| 6    | "WITCH, PICTURE and RED EYE GIRL 1/3"                                                                          | 10 de mayo de 2017       |
| 7    | "WITCH, PICTURE and RED EYE GIRL 2/3"                                                                          | 17 de mayo de 2017       |
| 8    | "WITCH, PICTURE and RED EYE GIRL 3/3"                                                                          | 24 de mayo de 2017       |
| 9    | "Strapping / Goodbye is not an easy word to say"                                                               | 31 de mayo de 2017       |
| 10   | "MEMORY in CHILDREN 3/3"                                                                                       | 7 de junio de 2017       |
| 11   | "Un día de Haruki-san" "Aru Hi no Haruki-san" (ある日の春埼さん)                                               | 14 de junio de 2017      |
| 12   | "ONE HAND EDEN 1/4"                                                                                            | 21 de junio de 2017      |
| 13   | "ONE HAND EDEN 2/4"                                                                                            | 28 de junio de 2017      |
| 14   | "ONE HAND EDEN 3/4"                                                                                            | 5 de julio de 2017       |
| 15   | "ONE HAND EDEN 4/4"                                                                                            | 12 de julio de 2017      |
| 16   | "BOY, GIRL and ―― 1/4"                                                                                         | 19 de julio de 2017      |
| 17   | "BOY, GIRL and ―― 2/4"                                                                                         | 26 de julio de 2017      |
| 18   | "BOY, GIRL and ―― 3/4"                                                                                         | 2 de agosto de 2017      |
| 19   | "BOY, GIRL and ―― 4/4"                                                                                         | 9 de agosto de 2017      |
| 20   | "BOY, GIRL and the STORY of SAGRADA 1/5"                                                                       | 16 de agosto de 2017     |
| 21   | "BOY, GIRL and the STORY of SAGRADA 2/5"                                                                       | 23 de agosto de 2017     |
| 22   | "BOY, GIRL and the STORY of SAGRADA 3/5"                                                                       | 30 de agosto de 2017     |
| 23   | "BOY, GIRL and the STORY of SAGRADA 4/5"                                                                       | 6 de septiembre de 2017  |
| 24   | "BOY, GIRL and the STORY of SAGRADA 5/5 FINAL"                                                                 | 13 de septiembre de 2017 |